# Систем те лаже
Систем те лаже је песма српске хип хоп групе Београдски синдикат, Објављена је 19. априла 2016. године као видео сингл.

## О песми
Текст песме Систем те лаже усмерен је ка критици политичара и вишедеценијског политичког система у Србији. Ово је још један у низу политички ангажованих текстова Београдског синдиката, након оних у песмама Говедина, Пороци Београда и Они су.
У компоновању музике за ову песму састав је искористио семпл увода фолк нумере Лажу да време лечи све, коју је првобитно снимио Мирослав Илић. Семплована песма први пут је објављена 1989. године на Илићевом албуму Лажу да време лечи све, а компоновао ју је Миша Марковић.

## Успех песме и реаговања
Песма је за прва 24 сата доступности на сајту Youtube сакупила више од 850.000 прегледа. Десет дана по објављивању већ је била прегледана више од шест милиона пута, а успут је стекла и статус музичког и друштвеног феномена.
Дана 24. априла 2016. у Србији су били одржани избори за посланике на републичком, покрајинском и локалном нивоу. Будући да је објављена свега пет дана раније, песма се често анализирала у контексту избора, а мишљење о њој дао је и тадашњи премијер Србије Александар Вучић. Огњен Јанковић, члан Београдског синдиката, за дневни лист Политика изјавио је да је песма била написана још пре расписивања избора и да није постојао план да се објави баш у време предизборних активности, али да је састав задовољан тајмингом њеног појављивања.
Миша Марковић је оптужио Београдски синдикат за неовлашћену употребу комплетног увода песме Лажу да време лечи све и најавио је тужбу против групе. Феђа Димовић, још један од чланова Београдског синдиката, признао је да група није тражила дозволу од Марковића за употребу дела његове композиције. Димовић је тада упутио извињење Марковићу у име групе и навео да њени чланови немају никакву зараду од вишемилионских прегледа песме Систем те лаже на платформи Youtube.